# Bundesstraße 58
De Bundesstraße 58 is een Duitse bundesstraße die van de Nederlandse grens bij Venlo via Straelen, Geldern, Wesel en Haltern am See naar Beckum loopt. Onderweg sluit de B58 aan op verschillende Autobahnen, waaronder de A3 bij Wesel, de A1 bij Ascheberg en de A2 bij Beckum.